# Ferenc Orsós

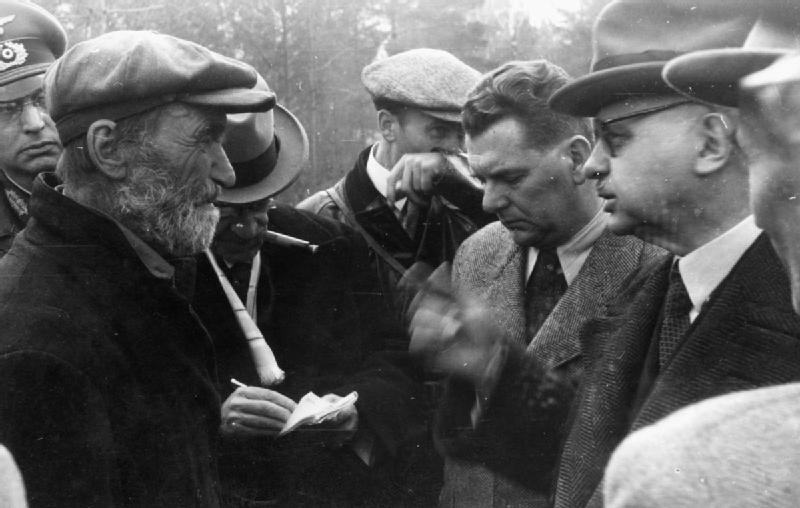
Ferenc Orsós (rechts) befragt Parfjon Kisseljow (links), Katyn, 30. April 1943.
Neben Orsós steht der bulgarische Arzt Marko Markow.

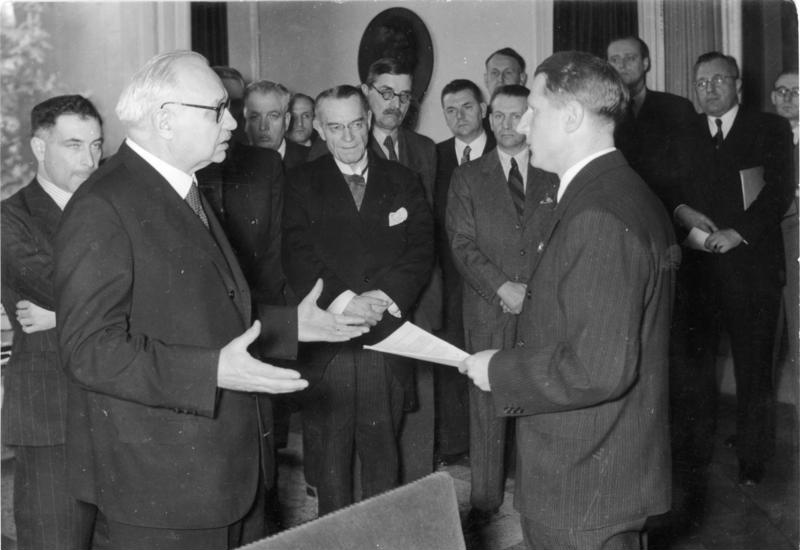
Orsós (links) übergibt den Abschlussbericht der Ärztekommission an Leonardo Conti (rechts), Berlin, 4. Mai 1943

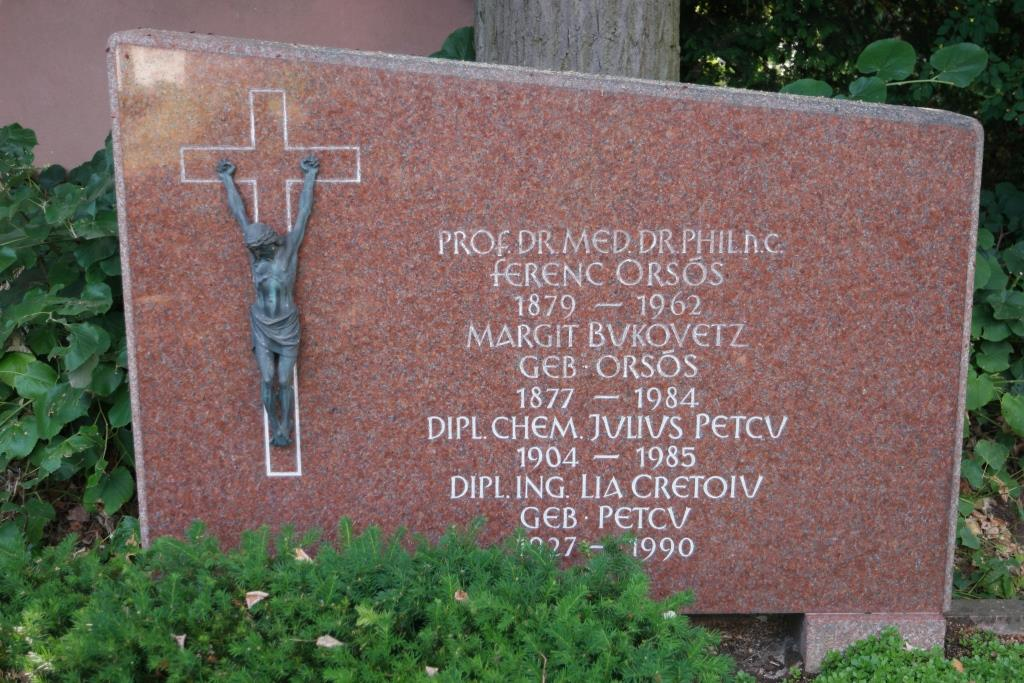
Grab von Ferenc Orsós auf dem Hauptfriedhof Mainz

Ferenc Orsós (geboren 22. August 1879 in Temesvár, Österreich-Ungarn; gestorben 25. Juli 1962 in Mainz) war ein ungarischer Rechtsmediziner. Er leitete ab 28. April 1943 die Internationale Ärztekommission zum Massaker von Katyn.

## Leben
Orsós studierte kurzzeitig Chemie und Graphik in Wien und anschließend von 1898 bis 1903 Medizin an der Universität Budapest, wo er 1903 auch promoviert wurde. Er wurde zunächst dort Assistenzarzt und war ab 1906 Prosektor und Gerichtsmediziner in Pécs. 1913 habilitierte sich Orsós an der Universität Budapest. Im Ersten Weltkrieg war er ab 1914 vier Jahre als Kriegsgefangener in Russland. Ab 1918 war Orsós ordentlicher Professor für Rechtsmedizin an der Universität Debrecen, diese Position hatte er bis 1936 inne. 1920/1921 sowie von 1933 bis 1936 war er Dekan der Medizinischen Fakultät, 1923/1924 Rektor der Universität. Von 1935 bis Ende 1944 war Orsós ordentlicher Professor für Rechtsmedizin an der Universität Budapest und Direktor des dortigen Instituts für Gerichtsmedizin.
Orsós wurde 1928 Mitglied der Ungarischen Akademie der Wissenschaften. Im Jahr 1939 wurde er zum Mitglied der Leopoldina gewählt. Bis 1943 hatte er an 80.000 Obduktionen teilgenommen, dabei entwickelte er eine Methode zur Bestimmung des Todeszeitpunkts. Bei der Befragung in Frankfurt 1952 verwies er auf seinen Aufsatz im „Ungarischen Medizinischen Journal“ von 1941.
Orsós wurde Präsident der ungarischen Ärztekammer und gründete eine Organisation nationalsozialistischer Mediziner in Ungarn („Magyar Orvosok Nemzeti Egyesülete, MONE“). Als Vorsitzender von MONE forderte er Juden aus dem Ärzteberuf auszuschließen und antisemitische Maßnahmen in Ungarn durchzusetzen. Er trat 1941 dafür ein, in Anlehnung an die deutsche Rassengesetzgebung, die auch in Ungarn eingeführt wurde, nicht nur Ungarn und Juden, sondern auch Ungarn und Zigeunern die Eheschließung zu verbieten. Nach der deutschen Besetzung Ungarns am 19. März 1944 wurden in Kooperation des Eichmann-Kommandos und der ungarischen Behörden über 400.000 Juden deportiert und größtenteils im KZ Auschwitz-Birkenau vergast. Die von Orsós geführten Ärzteorganisationen denunzierten die jüdischen Ärzte Ungarns und lieferten sie der Deportation aus.
Am 6. Dezember 1944 floh Orsós während der Schlacht um Budapest ins Deutsche Reich. Nach Kriegsende hielt er sich in Halle und in West-Berlin auf. 1946 siedelte er nach Mainz um, wo er noch im Seniorenalter eine Anstellung als Professor und Leiter des Seminars für künstlerische Erziehung an der dortigen Universität erhielt, Positionen, die er bis zu seinem Tode innehatte. Orsós, der in Ungarn in Abwesenheit von einem Volksgericht angeklagt worden war, musste auch Attentate auf seine Person durch den sowjetischen Geheimdienst befürchten.

## Untersuchung Katyn 1943

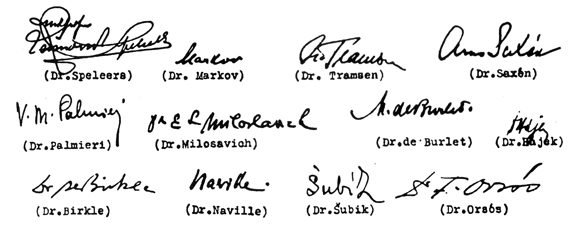
Unterschriften der Kommissionsmitglieder am 30. April 1943

Im Februar 1943 hatten Soldaten der Wehrmacht nach Hinweisen von Einheimischen die Massengräber entdeckt, und Joseph Goebbels schrieb in sein Tagebuch unter dem 14. April 1943, dass daraus propagandistischer Nutzen gezogen werden sollte. Unter der Leitung von Gerhard Buhtz begann im März die Exhumierung der Leichen in Katyn. Es wurde eine internationale Ärztekommission zusammengestellt, die vom 28. bis 30. April 1943 die Exhumierung begleitete, eigene Untersuchungen anstellte und einen Bericht erstellte. Als das deutsche Außenministerium im April 1943 die ungarische Regierung um die Entsendung eines ungarischen Mitglieds bat, wurde Ferenc Orsós vom ungarischen Kultusministerium und Außenministerium benannt. In der Gruppe der internationalen Pathologen wurde Orsós als primus inter pares zum Sprecher der Gruppe ernannt, weil er die größte Erfahrung auf dem Gebiet hatte und fließend Russisch sprach.
Der Bericht wurde von der Gruppe der internationalen Pathologen am 4. Mai 1943 in Berlin durch Orsós dem Reichsgesundheitsführer Leonardo Conti übergeben. Das Foreign Office in London hatte wegen der antisemitischen und prodeutschen Position von Orsós Zweifel an der Glaubwürdigkeit des Katyn-Berichtes der Internationalen Ärztekommission, wie aus der vom Historiker Rohan D’Olier Butler verfassten Denkschrift über die Haltung der britischen Regierung zur Causa Katyn (Butler-Memorandum) hervorgeht.

## Untersuchung Winnyzja 1943
Von den Mitgliedern der Katyner Kommission wurden Ferenc Orsós und Alexandru Birkle vom 13. Juli bis 15. Juli 1943 auch Teilnehmer einer elfköpfigen internationalen Kommission zur Untersuchung des Massakers von Winnyzja (1937/1938); Markov wurde, seiner eigenen Aussage in Nürnberg zufolge, nicht eingeladen.

## Untersuchung Katyn 1952
In der Urteilsfindung des Nürnberger Prozesses wurde das Massaker von Katyn, das aus sowjetischer Sicht in die Anklage gegen die deutschen Kriegsverbrecher eingehen sollte, ausgeklammert. Fünf Jahre später, in der Zeit des Kalten Krieges, richtete der Amerikanische Kongress in Washington eine Untersuchungskommission ein, deren Mitglieder im Frühjahr 1952 zur Befragung von Zeugen auch nach Frankfurt kamen. Orsós wurde am 21. April 1952 dort als Zeuge vernommen, wobei er und die ebenfalls vernommenen Tramsen und Palmieri die Untersuchungsmethoden und -ergebnisse von 1943 bestätigten. Bei der Zeugenbefragung bat Orsós darum, dass sein Name in der Zeitung nicht genannt werden solle, was ihm der Untersuchungsausschuss nicht zusagen konnte, da die Presse bei der öffentlichen Befragung anwesend war.

## Schriften
- Beseelung und Abtreibung der Leibesfrucht, Helsinki: Societas medicorum Fennica Duodecim, 1961
- Beiträge zur Morphologie der Scheide, Helsinki : Munksgaard, o. J.
- Emlékkönyv : Orsós Ferenc (Festschrift), Druck: Debrecen : Tisza István-Tudományegyetemi Nyomda, o. J.